# Ітай Чама
Ітай Чама (11 листопада 1985) — ізраїльський плавець.
Учасник Олімпійських Ігор 2008 року.